# Yomo
Yomo, de son vrai nom José Alberto Torres Abreu (né le 17 juin 1980 à Chicago, dans l'Illinois), est un chanteur et compositeur américain de reggaeton.

## Biographie
Né à Chicago et élevé dans le quartier de Tres Coronas à Humacao, Porto Rico, il est le plus jeune d'une fratrie de trois enfants, les deux autres étant Junito et Chiqui. Sa mère, Yiya, a été son soutien même lorsque son père les a abandonnés alors qu'il n'était qu'un enfant. Il a exprimé son admiration pour elle dans plusieurs de ses chansons, dans lesquelles il se surnomme « El nene de Yiya » (le bébé de Yiya). Interrogé sur l'origine de son nom de scène, il déclare : « Yomo est le nom d'un samouraï d'une île très éloignée, qui est très discipliné et guerrier. C'est moi, discipliné et guerrier à la fois. Avant de commencer à chanter, il était homme à tout faire à Palmas del Mar à Humacao.
Il commence en 2004 en participant à la production Sabotaje des chanteurs Master Joe & OG Black avec la chanson Vamo' álla et débute ensuite débuté comme l'un des nouveaux venus remarquables de la famille Gold Star Music, le label musical d'Héctor el Father, qui le signe en 2005 et publie sa chanson Déjale caer to' el peso produite par Tainy pour l'album Sangre nueva, qui se retrouve parmi les premières positions dans les charts musicaux.
En 2006, son nom revient au sein du label Gold Star, où il sort des singles tels que Que se sienta, Voy subiendo et No ha sido fácil, qu'il a chantés avec Víctor Manuelle, ce dernier ayant été compilé dans l'album Gold Star Music : Reggaeton Hits. Dans la chanson Voy subiendo, son fils Josvi et le fils d'Héctor « El Father » participent à l'outro. La même année, il enregistre, avec Arcángel, De la Ghetto, Ángel Doze, Héctor el Father et Daddy Yankee, la chanson Gangsta Zone Remix, qui était un strip pour Don Omar. Ce conflit commence lorsque Yomo prend la défense de son parrain Héctor, à cause de la tiraera qu'il avait avec lui. Don Omar répond avec le single Tiraera pa' Yomo, et Yomo répond à son tour avec la chanson El perro sato. Don Omar attaque à nouveau avec Quítate hijo mío, et Yomo répond avec la chanson Lambón.

## Discographie

### Albums studio
- 2008 : My Destiny

### Mixtapes
- 2012 : 2012 El Mixtape

## Filmographie
- 2013 : Reggaeton the Movie
- 2018 : Héctor el Father: Conocerás la verdad